# Tatsiana Karatkèvitx
Tatsiana Karatkèvitx (en belarús: Таццяна Мікалаеўна Караткевіч; rus: Татьяна Николаевна Короткевич; Minsk, 8 de març de 1977) és una política belarussa, membre del Partit Social Demòcrata de Belarús (Assemblea) i de la campanya cívica Digueu la Veritat. Va ser candidata de la marca Referèndum de la Gent per a les eleccions presidencials de 2015, criticades pels observadors internacionals per incomplir els estàndards democràtics. Segons dades oficials, el seu partit va obtenir el 4,45% dels vots.